# Chi è senza peccato...
Chi è senza peccato... è un film del 1952 diretto da Raffaello Matarazzo, tratto dal romanzo di Alphonse de Lamartine Geneviève, histoire d'une servante  (1851).
Il film ripete lo stereotipo "strappalacrime" portato al successo l'anno prima dallo stesso Raffaello Matarazzo con I figli di nessuno, sempre con la coppia Nazzari e Sanson come interpreti: due innamorati che vengono separati dalla perfida cattiveria di una ricca donna, che poi si pente. In questo caso, però, a differenza dell'anno precedente, la sceneggiatura sceglie il lieto fine.

## Trama
Dopo aver lasciato l'attività di contrabbandiere, Stefano Brunot è emigrato a Winnipeg in Canada per fare il taglialegna. Qui si adopera per ottenere di essere raggiunto da Maria Dermoz, la sua fidanzata, che ha incontrato proprio mentre sfuggiva ai doganieri che gli davano la caccia. Maria però esita a raggiungerlo, perché deve occuparsi della giovane sorella Lisetta. Per sottostare alle leggi canadesi sull'immigrazione, i due si devono sposare, e lo fanno per procura, una soluzione suggeritagli dal suo datore di lavoro, anch'esso italiano, che lo ha preso a ben volere.
Lisetta ha una relazione con Dario, nipote della contessa Lamieri, la ricca possidente del paese di montagna in cui vivono le due sorelle. Questa, che non vuole che Dario si leghi con una montanara, lo allontana, mandandolo prima a studiare in città e poi a Buenos Aires, dove il giovane raggiungerà il padre. Ma Lisetta aspetta un figlio da lui e la contessa, preoccupata di questo possibile scandalo e facendo finta di dare buoni consigli a Maria, fa allontanare la giovane. Per questi motivi Maria continua a rinviare la sua partenza per il Canada, dove Stefano, sempre più preoccupato, la attende inutilmente.
Quando Lisetta partorisce, una serva della contessa, Agnese, su istruzioni della sua ricca padrona, porta il neonato in chiesa e lo abbandona. Maria scopre questo misfatto e si precipita alla chiesa per recuperare il bambino: ma viene scambiata per la madre del bambino e per colei che lo ha abbandonato, ed arrestata.
Lisetta muore poco dopo e Maria, che non ha potuto difendersi, viene condannata ad 1 anno e 6 mesi di prigione per l'abbandono del bimbo, che nel frattempo è stato messo in orfanotrofio. Stefano viene a sapere della condanna e, deluso e sconvolto dal tradimento di Maria, chiede ed ottiene l'annullamento del matrimonio. Poi, respingendo le avances di Laura, insoddisfatta moglie del suo datore di lavoro, parte in cerca di fortuna verso il Grande Nord. Maria, scontata la condanna, esce di prigione, ma scopre di essere economicamente rovinata e quindi decide di abbandonare il paese natìo in cerca di lavoro.
Passano dodici anni. Stefano in Canada ha fatto fortuna, mentre Maria in Italia si è trascinata da un lavoro all'altro, con l'unico obiettivo di curare ed amare Nino, il figlio di Lisetta, il quale in realtà crede che sua madre sia lei. Le fatiche hanno segnato la salute di Maria, che si ammala mentre si trova di nuovo al paese, ove anche Stefano, ormai ricco, è rientrato. Nonostante gli anni, egli non è riuscito a dimenticarla e la cerca di nuovo. Frattanto Dario è morto in Argentina per un incidente d'auto, e Stefano apprende dalla contessa, disperata per la perdita e torturata dal rimorso per tutto il male che ha fatto a Lisetta ed a Maria, la verità. Cadono quindi tutti gli equivoci che li avevano allontanati ed ora Stefano e Maria possono finalmente riabbracciarsi e crescere Nino come fosse il loro figliolo.

## Produzione

### Riprese
Stefano e Maria, come emerge anche dai loro cognomi, sono valdostani. Egli afferma che il loro paese natale è Valtournenche, situato nella omonima valle. Tuttavia in una scena girata in esterni, appare con evidenza sullo sfondo il Dente del Gigante, che fa invece parte del gruppo del Monte Bianco e che non è visibile da quella vallata, ma dalla Val Ferret. Altri luoghi di ripresa comprendono Verrand, frazione del comune di Pré-Saint-Didier, in cui venne girata una scena anche nella stazione ferroviaria; la chiesa dove Maria viene arrestata è la basilica di San Lorenzo ad Aosta, mentre la prigione in cui viene detenuta è nel vecchio carcere di Aosta nella torre dei balivi.

## Distribuzione
Il film fu distribuito nelle sale cinematografiche italiane il 18 dicembre del 1952.

## Accoglienza

### Incassi
Il film ha incassato 505.358.000 lire dell'epoca , risultando il nono maggior incasso dell'annata in Italia.

### Critica
Totale il contrasto tra critica e pubblico. Mentre la prima lo stroncava, scrivendo di «romanticismo passionale di gusto assai scadente: giovinette sedotte da baldanzosi aristocratici, vecchie contesse dall'animo perverso, colpe e finzioni, un grande sacrificio ed un grande amore, tutto il bagaglio di una letteratura di appendice presentata secondo gli schemi più logori; un altro film in cui i personaggi sono burattini e le situazioni così grottesche da sfiorare il ridicolo» (V. Siniscalco in Rassegna del film del 14 maggio 1973 ), il pubblico lo premiava con un successo commerciale di incassi che, attualizzati ad oggi, equivalgono ad oltre 7 milioni di euro.
Successivamente anche questo, come tutti i film analoghi, fu oggetto di una rivalutazione, in quanto «cinema [...] che venne snobbato dalla critica di allora ed in seguito riscoperto dalla cosiddetta Giovane critica degli anni '70, che ne parlò come di "neorealismo d'appendice"»